# 청소 동물

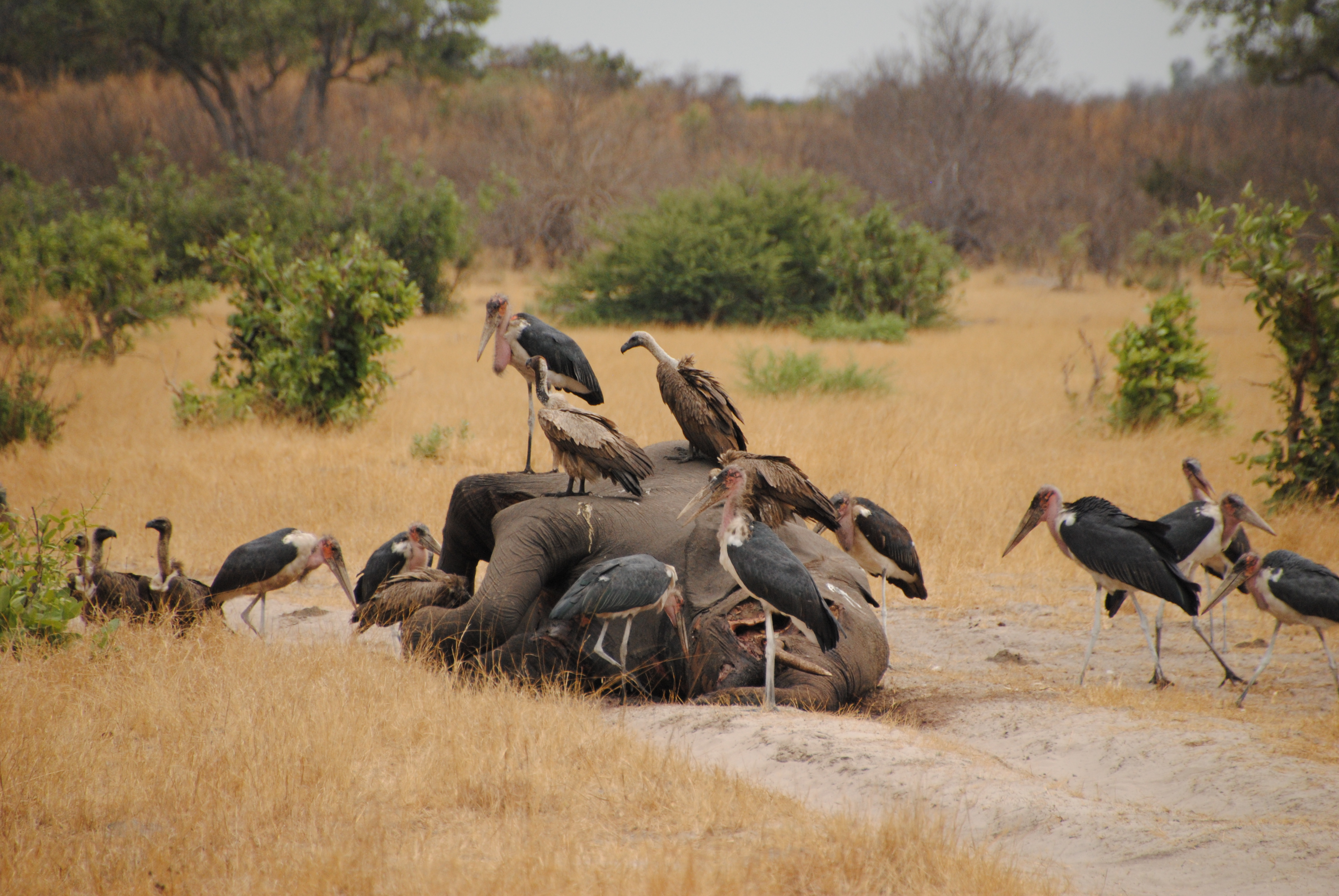
코끼리 시체를 뜯어먹는 아프리카대머리황새와 독수리 무리.

청소 동물(淸掃動物, scavenger) 또는 시체식(屍體食)은 포식 외의 원인으로 사망한 생물을 소비하는 동물이다. 즉, 다른 동물을 사냥하지 않고 서식지에 있는 죽은 동물 및 식물 재료(plant material)를 먹는 동물이다. 청소 동물들은 죽은 동물들의 시체들을 분해하는 데에 이바지함으로써 생태계에서 중요한 역할을 한다. 분해자들은 청소 동물들이 이미 먹은 것들을 소비함으로써 분해 과정을 완료한다.
잘 알려진 청소 동물로는 대머리독수리, 송장벌레, 검정파리, 말벌, 꼽등이, 너구리가 있다. 보통 사냥을 하는 대형 육식동물인 하이에나나 회색곰도 기회가 된다면 시체식을 한다.
다음은 시체식이 아니다. 배설물을 먹는 쇠똥구리 같은 동물은 식분동물에 속한다. 죽은 식물을 먹는 동물은 부육식(腐肉食) 동물이다. 같은 종을 잡아먹는 동물은 동종섭식이다.

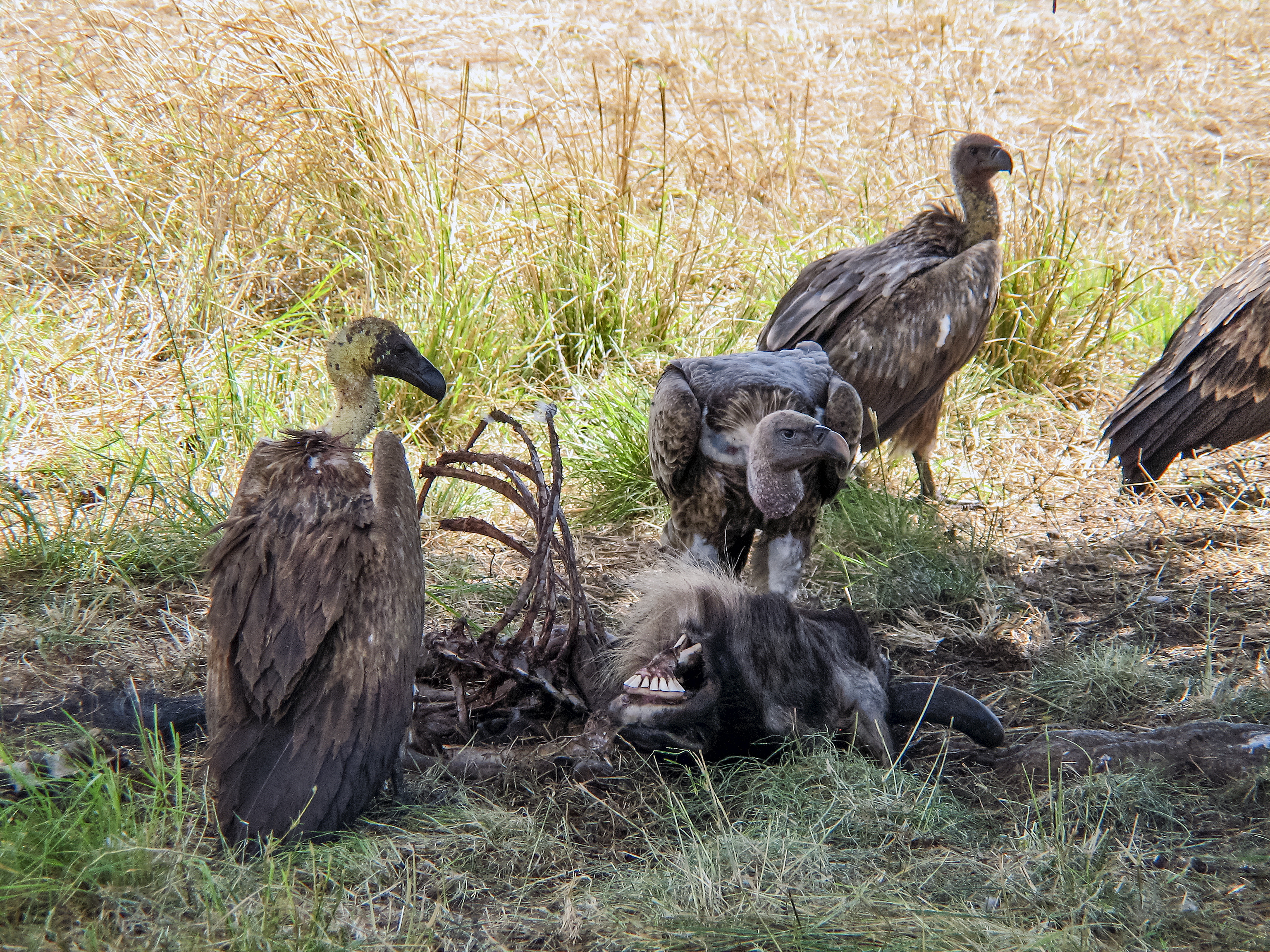
누의 시체를 뜯어먹는 대머리독수리
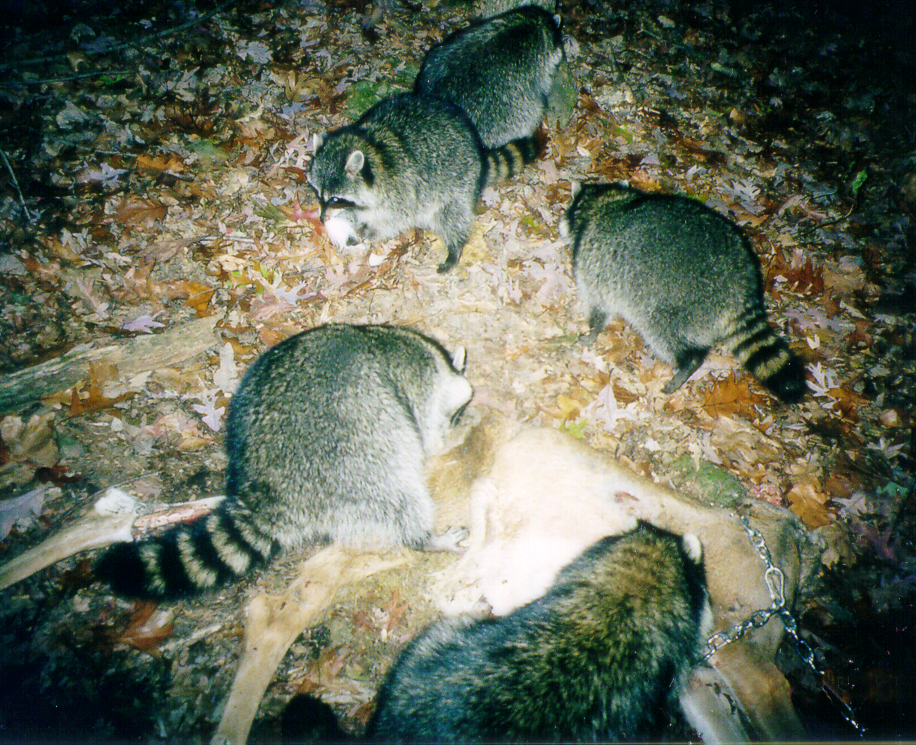
노루 시체를 뜯어먹는 아메리카너구리 가족
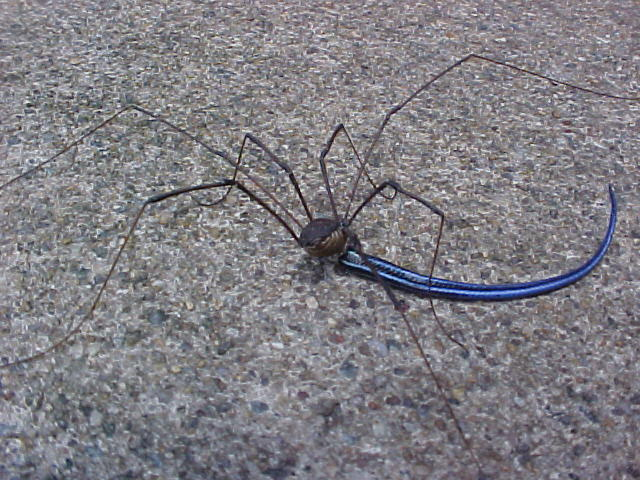
도마뱀의 꼬리를 먹고 있는 장님거미
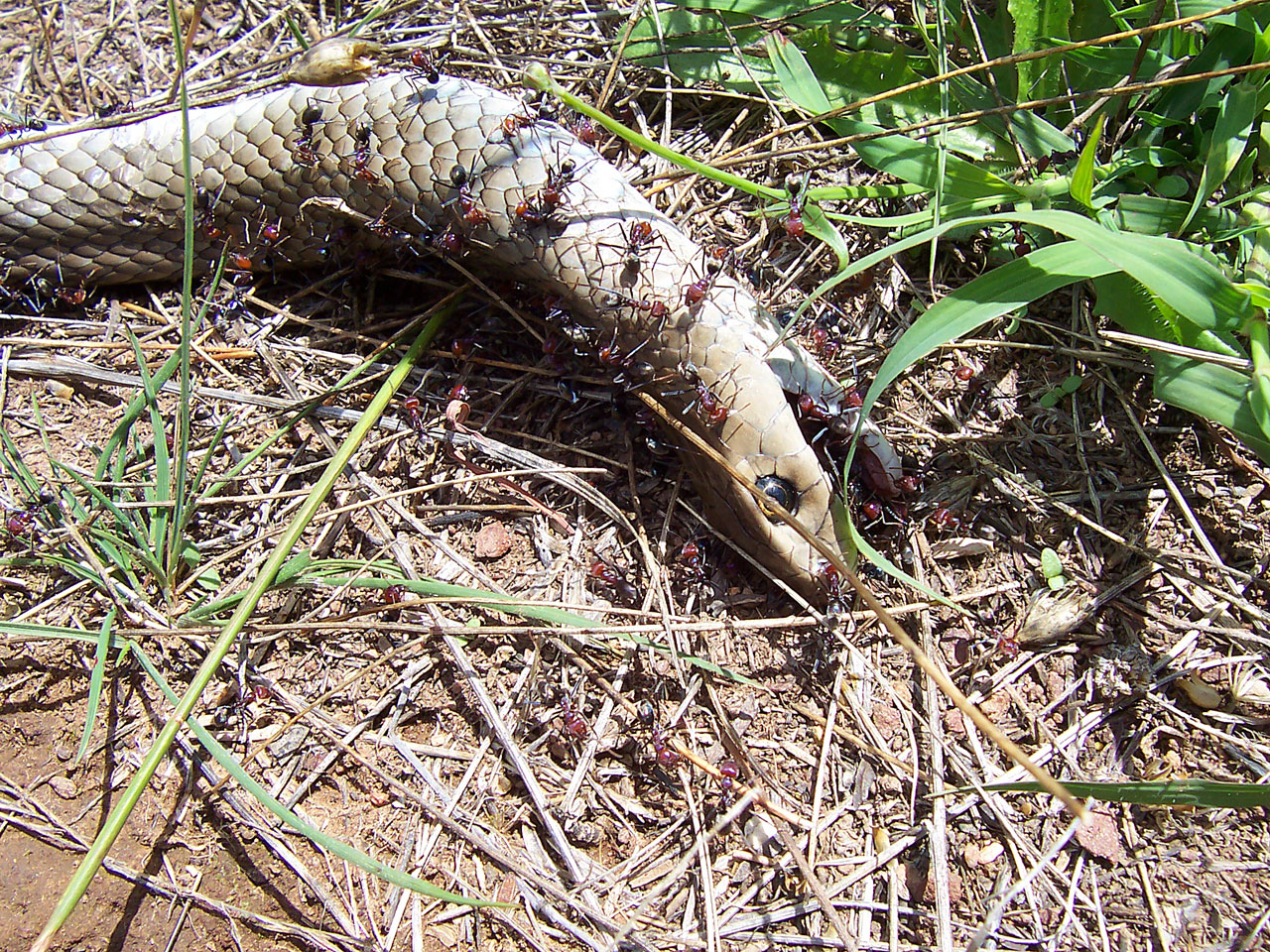
뱀 시체를 치우고 있는 개미